# Селтсер (Пенсилванија)
Селтсер (енгл. Seltzer) насељено је место без административног статуса у америчкој савезној држави Пенсилванија.

## Демографија
По попису из 2010. године број становника је 350, што је 43 (14,0%) становника више него 2000. године.
| Група             | 2000.        | 2010.       |
| Белци             | 307 (100,0%) | 341 (97,4%) |
| Афроамериканци    | 0 (0,0%)     | 0 (0,0%)    |
| Азијати           | 0 (0,0%)     | 0 (0,0%)    |
| Хиспаноамериканци | 0 (0,0%)     | 8 (2,3%)    |
| Укупно            | 307          | 350         |